# 岡部政太郎
岡部 政太郎（おかべ まさたろう、1855年2月9日（安政元年12月23日）- 1934年（昭和9年）12月2日）は、明治から昭和前期の実業家、政治家。衆議院議員。

## 経歴
肥前国彼杵郡、現在の長崎県長崎市古町で、代々の呉服商の家に生まれた。明治の初め東浜町（現浜町）に転居し呉服商を営む。1910年（明治43年）に和仏法律学校（現法政大学）を卒業する 
。1934年（昭和9年）岡政百貨店を開業した。その他、長崎市商業会議所特別議員、長崎市呉服商組合副取締などを務めた。
日露戦争時には、長崎市奉公会の設立に参画し会計監督となった。1905年（明治38年）所得税調査委員となり4期在任。1907年（明治40年）9月、長崎県会議員に選出された。1915年（大正4年）3月の第12回衆議院議員総選挙で長崎県長崎市から立憲同志会公認で出馬して当選し、その後憲政会に所属して衆議院議員に1期在任した。